# 調和数 (発散列)

n = ⌊x⌋ に対する調和数 H_{n,1} のグラフ（赤）。これは γ + ln(x)（青）に漸近収斂する。

数学において、n-番目の調和数（ちょうわすう、英: harmonic number）は 1 から n までの自然数の逆数和
{\displaystyle H_{n}=1+{\frac {1}{2}}+{\frac {1}{3}}+\cdots +{\frac {1}{n}}=\sum _{k=1}^{n}{\frac {1}{k}}}
である。これは、1 から n までの自然数の調和平均の逆数の n-倍に等しい。
調和数は遥か昔から研究され、数論の各分野において重要である。調和数の極限は、調和級数と呼ばれ（しばしば調和数も含めて一口に調和級数と呼ぶこともある）、リーマンゼータ函数と近しい関係にあり、また種々の特殊函数のさまざまな表示に現れる。
十分大きな数の標本について、その出現頻度がジップの法則に従って分布するとき、全体の中で n-番目の頻度で現れる標本の総頻度は n-番目の調和数である。このことはロングテールおよびネットワーク値の帰結の一種を導く。

## 調和数の計算法
調和数の積分表示
{\displaystyle H_{n}=\int _{0}^{1}{\frac {1-x^{n}}{1-x}}\,dx}
はオイラーによる。この等式は簡単な代数的等式
{\displaystyle {\frac {1-x^{n}}{1-x}}=1+x+\ldots +x^{n-1}}
を使えば明らかである。また、積分の変数を単純に x = 1 − u と変換すれば、Hn のきれいな組合せ論的展開
{\displaystyle {\begin{aligned}H_{n}&=\int _{0}^{1}{\frac {1-(1-u)^{n}}{u}}du=\int _{0}^{1}\left[\sum _{k=1}^{n}(-1)^{k-1}{\binom {n}{k}}u^{k-1}\right]du\\&=\sum _{k=1}^{n}(-1)^{k-1}{\binom {n}{k}}\int _{0}^{1}u^{k-1}du=\sum _{k=1}^{n}(-1)^{k-1}{\frac {1}{k}}{\binom {n}{k}}\end{aligned}}}
が得られる。同じ表現は、第三レトケシュ恒等式で x1 = 1, ..., xn = 1 とおき、 
{\displaystyle \Pi _{k}(1,\ldots ,n)=(-1)^{n-k}(k-1)!(n-k)!}
なる事実を用いることでも得られる。すなわち
{\displaystyle H_{n}=H_{n,1}=\sum _{k=1}^{n}{\frac {1}{k}}=(-1)^{n-1}n!\sum _{k=1}^{n}{\frac {1}{k^{2}\Pi _{k}(1,\ldots ,n)}}=\sum _{k=1}^{n}(-1)^{k-1}{\frac {1}{k}}{\binom {n}{k}}}
が成り立つ。また、レトケシュ恒等式を x1 = 12, ..., xn = n2 に対して用いれば、この場合 
{\displaystyle \Pi _{k}(1^{2},2^{2},\ldots ,n^{2})=(-1)^{n-k}{\frac {(n-k)!(n+k)!}{2k^{2}}}}
となるので、ζ(2) の第 n-部分和についての類似の公式
{\displaystyle H_{n,2}=\sum _{k=1}^{n}{\frac {1}{k^{2}}}=2\sum _{k=1}^{n}(-1)^{k-1}{\frac {1}{k^{2}}}{\frac {\binom {n}{k}}{\binom {n+k}{k}}}}
を得る。Hn の増大度は n の自然対数 ln(n) と同程度の速さである。このことは、Hn を積分
{\displaystyle \int _{1}^{n}{dx \over x}\quad (=\ln(n))}
で近似することによって確認できる。数列 (Hn - ln(n)) は単調に減少して、
{\displaystyle \lim _{n\to \infty }H_{n}-\ln(n)=\gamma }
なる定数（この定数 γ はオイラー・マスケローニ定数と呼ばれ、その値は 0.5772156649... である）を極限にもち、これに対応する漸近展開は
{\displaystyle H_{n}=\ln {n}+\gamma +{\frac {1}{2}}n^{-1}-{\frac {1}{12}}n^{-2}+{\frac {1}{120}}n^{-4}+{\mathcal {O}}(n^{-6})}
で与えられる。

## 分数パラメータに対する特殊値
調和数 Hn のパラメータ n を積分
{\displaystyle H_{\alpha }=\int _{0}^{1}{\frac {1-x^{\alpha }}{1-x}}dx}
によって拡張すれば、0 と 1 の間の分数値をもつパラメータ α に対する解析的な特殊値を定めることができる。あるいはさらに漸化式
{\displaystyle H_{\alpha }=H_{\alpha -1}+{\frac {1}{\alpha }}}
によって拡張することもでき、結局は任意の x > 0 に対して（x が整数のときもそうでないときも）
{\displaystyle H_{x}=x\sum _{k=1}^{\infty }{\frac {1}{k(x+k)}}}
が成立する。いくつかの特殊値について計算すれば、以下のようになる。
{\displaystyle {\begin{aligned}H_{3/4}&={\frac {4}{3}}-3\ln {2}+{\frac {\pi }{2}},\\H_{2/3}&={\frac {3}{2}}(1-\ln {3})+{\frac {\pi }{6}}{\sqrt {3}},\\H_{1/2}&=2-2\ln {2},\\H_{1/3}&=3-{\frac {\pi }{2{\sqrt {3}}}}-{\frac {3}{2}}\ln {3},\\H_{1/4}&=4-{\frac {\pi }{2}}-3\ln {2},\\H_{1/6}&=6-{\frac {\pi }{2}}{\sqrt {3}}-2\ln {2}-{\frac {3}{2}}\ln(3),\\H_{1/8}&=8-{\frac {\pi }{2}}-4\ln {2}-{\frac {1}{\sqrt {2}}}\{\pi +\ln(2+{\sqrt {2}})-\ln(2-{\sqrt {2}})\},\\H_{1/12}&=12-3\!\left(\ln {2}+{\frac {\ln {3}}{2}}\right)-\pi \!\left(1+{\frac {\sqrt {3}}{2}}\right)+2{\sqrt {3}}\ln {\sqrt {2-{\sqrt {3}}}}\end{aligned}}}

## 調和数の母函数
調和数の列の母函数は
{\displaystyle \sum _{n=1}^{\infty }z^{n}H_{n}={\frac {-\ln(1-z)}{1-z}}}
で与えられる（ln(z) は自然対数）。また、冪指数型母函数は
{\displaystyle \sum _{n=1}^{\infty }{\frac {z^{n}}{n!}}H_{n}=-e^{z}\sum _{k=1}^{\infty }{\frac {1}{k}}{\frac {(-z)^{k}}{k!}}=e^{z}{\mbox{Ein}}(z)}
となる。ここで Ein(z) は整指数積分で、 
{\displaystyle {\text{Ein}}(z)={\text{E}}_{1}(z)+\gamma +\ln z=\Gamma (0,z)+\gamma +\ln z}
が成り立つものである（ただし、Γ(0, z) は不完全ガンマ函数）。

## 応用
調和数は、ディガンマ関数に対する
{\displaystyle \psi (n)=H_{n-1}-\gamma }
のような、いくつかの特殊函数に関する計算公式に現れる。このような関係式は、しばしば調和数のパラメータ n を整数以外に拡張するための定義式としても利用される。先の節で述べたような極限によって、調和数から定数 γ を定義することがよく行われるが、
{\displaystyle \gamma =\lim _{n\to \infty }{\left(H_{n}-\ln \left(n+{1 \over 2}\right)\right)}}
としたほうが収斂が早い。
2002年にジェフリー・ラガリアスは、リーマン予想が「不等式 
{\displaystyle \sigma (n)\leq H_{n}+\ln(H_{n})e^{H_{n}}}
が任意の自然数 n に対して成立し、かつ n > 1 のときは真の（等号無しの）不等式として成立する」という主張に等価であることを示した。ここで σ(n) は n の約数和である。

## 一般化

### 一般化調和数
n-番目の m-次一般化調和数 (generalized harmonic number) は
{\displaystyle H_{n,m}=\sum _{k=1}^{n}{\frac {1}{k^{m}}}}
で与えられる。n を無限大に飛ばした極限が存在するのは m > 1 の時に限られることに注意。一般化調和数を表す記号としては
{\displaystyle H_{n,m}=H_{n}^{(m)}=H_{m}(n).}
なども使われることがある。なお、m = 1 の場合が通常の調和数であり、添字 m を落として
{\displaystyle H_{n}=\sum _{k=1}^{n}{\frac {1}{k}}}
と書く。また、n → ∞ の極限で一般化調和数はリーマンゼータ函数に収斂する。つまり
{\displaystyle \lim _{n\to \infty }H_{n,m}=\zeta (m)}
が成り立つ。一般化調和数はベルヌーイ数を調べる際に現れ、またスターリング数を調べる際にも現れる。一般化調和数の母函数は
{\displaystyle \sum _{n=1}^{\infty }z^{n}H_{n,m}={\frac {{\mbox{Li}}_{m}(z)}{1-z}}}
である。ここで Lim(z) は多重対数函数で |z| < 1 とする。この式で m = 1 としたものは、先に述べた調和数列の母函数に一致する。

### 複素平面への一般化
調和数についてのオイラーの積分公式は次の積分等式
{\displaystyle \int _{a}^{1}{\frac {1-x^{s}}{1-x}}dx=-\sum _{k=1}^{\infty }{\frac {1}{k}}{s \choose k}(a-1)^{k}}
から従うが、この式は s を一般の複素数としても（二項係数を適切に拡張すれば）成り立つ。a = 0 とすれば、この公式から調和数を補間して複素平面へ拡張した函数の積分表示と級数表示が両方得られる。この積分等式自体はニュートン級数（ニュートンの一般二項定理）
{\displaystyle \sum _{k=0}^{\infty }{s \choose k}(-x)^{k}=(1-x)^{s}}
から簡単な操作で得られる。調和数を補間する函数は、実はディガンマ関数 ψ(x) をつかって
{\displaystyle \psi (s+1)+\gamma =\int _{0}^{1}{\frac {1-x^{s}}{1-x}}dx}
と書ける（γ はオイラー-マスケローニ定数）。この積分の過程を繰り返せば
{\displaystyle H_{s,2}=-\sum _{k=1}^{\infty }{\frac {(-1)^{k}}{k}}{s \choose k}H_{k}}
を得る。